# Comuna Nybro
Nybro (Nybro kommun) este o comună din comitatul Kalmar län, Suedia, cu o populație de 19.489 locuitori (2013).

## Geografie

### Zone urbane
Lista celor mai mari zone urbane din comună (anul 2015) conform Biroului Central de Statistică al Suediei:
| Nr | Zona urbană     | Pop.   |
| -- | --------------- | ------ |
| 1  | Nybro           | 13.039 |
| 2  | Orrefors        | 766    |
| 3  | Alsterbro       | 448    |
| 4  | Örsjö           | 362    |
| 5  | Kristvallabrunn | 245    |
| 6  | Bäckebo         | 223    |
| 7  | Flygsfors       | 220    |
| 8  | Flerohopp       | 200    |

## Demografie
| \| Evoluția demografică în comuna Nybro, 1970–2015 \| Evoluția demografică în comuna Nybro, 1970–2015 \| Evoluția demografică în comuna Nybro, 1970–2015 \| Evoluția demografică în comuna Nybro, 1970–2015 \| Evoluția demografică în comuna Nybro, 1970–2015 \| \| ----------------------------------------------------------------------------------------------------- \| ----------------------------------------------- \| ----------------------------------------------- \| ----------------------------------------------- \| ----------------------------------------------- \| \| An \| \| \| Locuitori \| \| \| 1970 \| 1970 \| \| 22241 \| 22241 \| \| 1975 \| 1975 \| \| 21569 \| 21569 \| \| 1980 \| 1980 \| \| 21636 \| 21636 \| \| 1985 \| 1985 \| \| 20867 \| 20867 \| \| 1990 \| 1990 \| \| 20978 \| 20978 \| \| 1995 \| 1995 \| \| 20809 \| 20809 \| \| 2000 \| 2000 \| \| 19785 \| 19785 \| \| 2005 \| 2005 \| \| 19775 \| 19775 \| \| 2010 \| 2010 \| \| 19651 \| 19651 \| \| 2015 \| 2015 \| \| 19754 \| 19754 \| \| Sursa: SCB - Statistika Centralbyrån, Folkmängd efter region, civilstånd, ålder och kön. År 1968–2016 \| \| \| \| \| |      |  |           |       |
| Evoluția demografică în comuna Nybro, 1970–2015 |      |  |           |       |
| An |      |  | Locuitori |       |
| 1970 | 1970 |  | 22241     | 22241 |
| 1975 | 1975 |  | 21569     | 21569 |
| 1980 | 1980 |  | 21636     | 21636 |
| 1985 | 1985 |  | 20867     | 20867 |
| 1990 | 1990 |  | 20978     | 20978 |
| 1995 | 1995 |  | 20809     | 20809 |
| 2000 | 2000 |  | 19785     | 19785 |
| 2005 | 2005 |  | 19775     | 19775 |
| 2010 | 2010 |  | 19651     | 19651 |
| 2015 | 2015 |  | 19754     | 19754 |
| Sursa: SCB - Statistika Centralbyrån, Folkmängd efter region, civilstånd, ålder och kön. År 1968–2016 |      |  |           |       |